# Patina

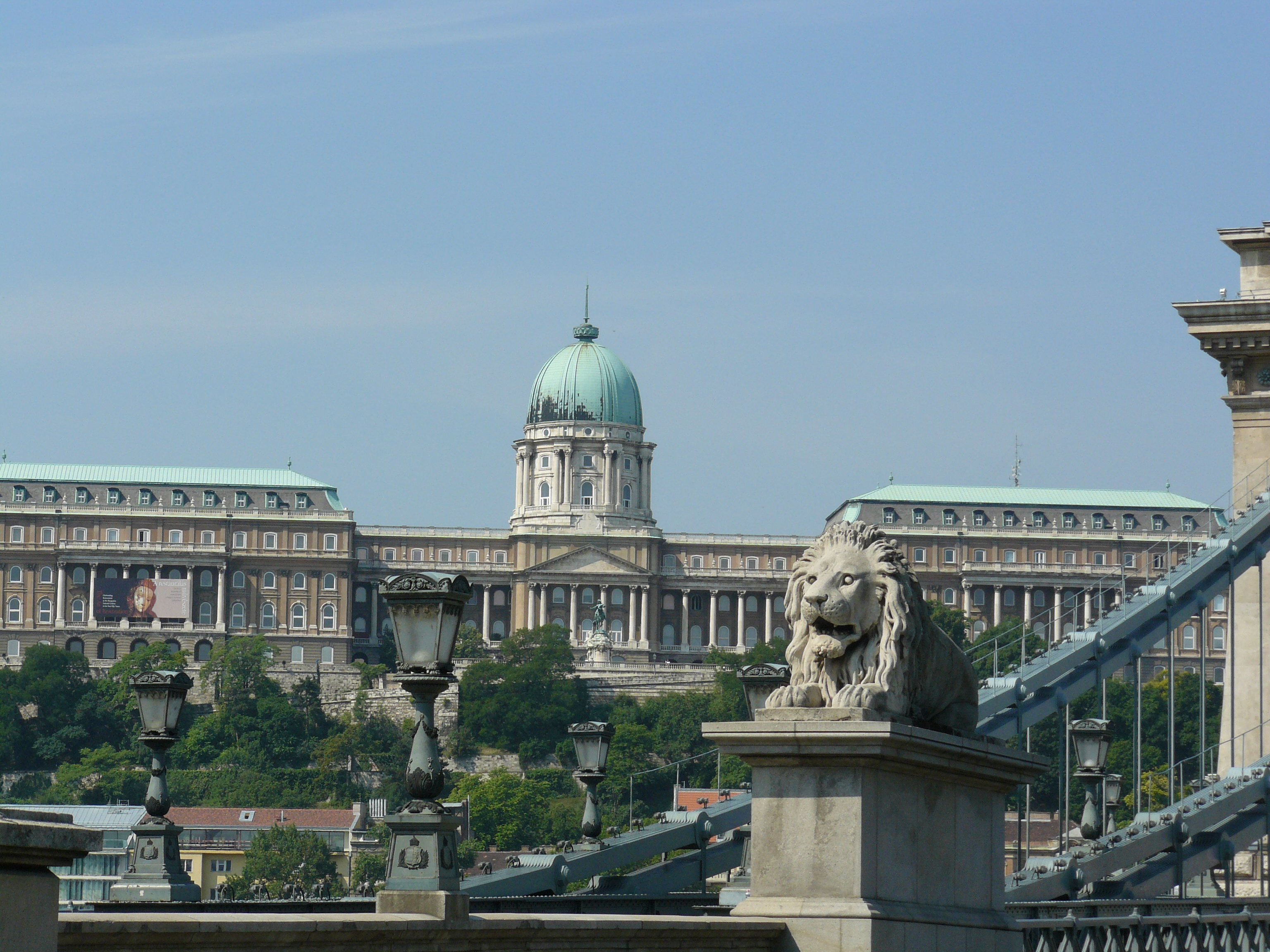
A Budavári Palota kupoláján is jól látható a patina

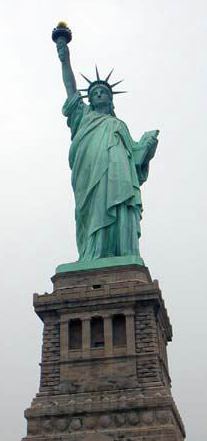
A New York-i Szabadság-szobor

A patina a réz(II)-hidroxid és a réz(II)-karbonát keveréke.
A szó a latin nyelvből származik: patina jelentése tál, serpenyő, melyek az ókorban többnyire rézből készültek.

## Keletkezése, tulajdonságai
Rézből, illetve rézötvözetből készült kupolákon, szobrokon (bronz) a szabad levegőn patina képződik. Ez a réztartalmon kívül a levegő szén-dioxid, oxigén és páratartalmának köszönhető, a képlet a következő:
2Cu + H2O + CO2 + O2 → Cu(OH)2 + CuCO3
A patina adja a jellegzetes színét például a Budavári Palota kupolájának, a New York-i Szabadságszobornak és a mexikóvárosi Zöld Indiánok emlékműnek is.

## Átvitt értelemben
A választékos nyelvhasználatban a patinás szó jelzőként a jelzett szó (lehet anyag, épület stb.) nagy hagyományait kívánja kifejezni; vélhetően a patina keletkezéséhez szükséges hosszabb időszakra utalva.